# Vollenhovia brevicornis
Vollenhovia brevicornis är en myrart som först beskrevs av Carlo Emery 1893.  Vollenhovia brevicornis ingår i släktet Vollenhovia och familjen myror.

## Underarter
Arten delas in i följande underarter:
- V. b. brevicornis
- V. b. minuta